# Puerta NAND
| INPUT | INPUT | OUTPUT   |
| A     | B     | A NAND B |
| 0     | 0     | 1        |
| 0     | 1     | 1        |
| 1     | 0     | 1        |
| 1     | 1     | 0        |

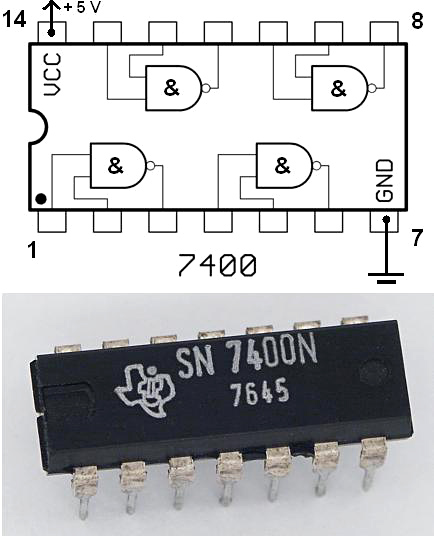
El chip TTL 7400, contiene cuatro puertas NAND. Los dos pines adicionales son de alimentación: (+5 V) y tierra.

La puerta NAND, compuerta NAND o NOT AND es una puerta lógica que produce una salida falsa solamente si todas sus entradas son verdaderas; por tanto, su salida es complemento a la de la puerta AND, -se comporta de acuerdo a la tabla de verdad mostrada más arriba-. Cuando todas sus entradas están en 1 o en ALTA, su salida está en 0 o en BAJA, mientras que cuando al menos una sola de sus entradas o ambas están en 0 o en BAJA, su SALIDA va a estar en 1 o en ALTA.  

## Símbolos
Hay tres símbolos para las puertas NAND: el MIL/ANSI, el IEC, así como el obsoleto símbolo DIN que a veces se encuentra en los esquemas viejos. Para obtener más información, vea Símbolos de puertas lógicas.
|                          |             |             |
| Símbolo ANSI o "Militar" | Símbolo IEC | Símbolo DIN |

## Descripción del hardware y configuración de pines
Las puertas NAND son puertas lógicas básicas, y como tales son reconocidas en CI TTL y CMOS.

### Versión CMOS
La serie 4000 estándar del CI CMOS es el 4011, que incluye cuatro puertas NAND independientes de dos entradas cada una.

#### Disponibilidad
Estos dispositivos están disponibles en la mayoría de los fabricantes de semiconductores como Fairchild Semiconductor, Philips o Texas Instruments. Normalmente, estos están disponible tanto en el orificio pasante de los formatos DIL y SOIC. Las hojas de datos están disponibles en la mayoría de las bases de datos de hojas de datos.
Están disponibles los estándares de 2, 3, 4 y 8 de puertas NAND de entrada:
- CMOS
  - 4011: Puerta NAND Cuádruple de 2 entradas
  - 4023: Puerta NAND Triple de 3 entradas
  - 4012: Puerta NAND Dual de 4 entradas
  - 4068: Puerta NAND Mono de 8 entradas

- TTL
  - 7400: Puerta NAND Cuádruple de 2 entradas
  - 7410: Puerta NAND Triple de 3 entradas
  - 7420: Puerta NAND Dual de 4 entradas
  - 7430: Puerta NAND Mono de 8 entradas

## Implementaciones
La puerta NAND tiene la propiedad de completitud funcional. Es decir, se puede implementar cualquier otra función lógica (AND, OR, etc) utilizando solo puertas NAND. Todo un procesador puede ser creado usando solamente puertas NAND. Al igual que en los circuitos integrados TTL utilizando transistores de emisor múltiple, se requiere un menor número de transistores que una puerta NOR.
|  |  |  |  |  |

### Alternativas
En caso de no estar disponibles puertas NAND específicas, se puede hacer de puertas NOR, porque NAND y NOR se consideran las "puertas universales", lo que significa que se pueden utilizar para hacer todas las demás.
| Construcción de NOR |
| ------------------- |
|                     |